# Cojoba zanonii
Cojoba zanonii là một loài thực vật có hoa trong họ Đậu. Loài này được (Barneby) Barneby & J.W.Grimes miêu tả khoa học đầu tiên.